# Zhang Liao
Dans ce nom chinois, le nom de famille, Zhang, précède le nom personnel.
Pour les articles homonymes, voir Zhang.
Zhang Liao (165/167/169 - 222/223) (chinoise : 張遼) était un des officiers de Lü Bu, mais qui tout d'abord travailla au service du seigneur Dong Zhuo.
Après l’assassinat de Dong Zhuo, Lü Bu et Zhang Liao s'enfuient à Xiapi, une des villes que Liu Bei possédait. Cao Cao poursuivit Lü Bu et mena une campagne contre lui. En 199, une fois Lü Bu et Zhang Liao capturés, Guan Yu persuada Cao Cao de laisser Zhang Liao en vie et de le prendre à son service. Cao Cao accepta et le libéra. Lü Bu proposa également de rejoindre Cao Cao, mais Liu Bei s'empressa de s’opposer à cette demande. Lü Bu libéra alors un flot d’injures à son encontre, mais ce furent-là ses dernières paroles.  
Zhang Liao défendit le Wei comme jamais aucun autre officier ne l'avait fait. Lors de la bataille de He Fei, contre le Wu, il réussit même à jeter le trouble avec 800 cavaliers parmi la puissante armée de 100 000 hommes de Sun Quan qui assistait alors à la charge (qui était commandée par Gan Ning), démoralisant ainsi l'armée de Wu d'autant plus qu'ils étaient épuisés par la longue marche. Il était si craint que même ses enfants séchaient leurs larmes à sa vue. Selon les rumeurs, il connut une triste fin en prenant une flèche de Ding Feng, un jeune officier du Wu, dans les reins, bien qu'en réalité, il succomba à une maladie.
Il s'éleva dans la hiérarchie militaire allant jusqu'à devenir le chef des cinq grands généraux du Wei avec Xu Huang, Yu Jin, Yue Jin et Zhang He.